# Badminton ai XVII Giochi del Mediterraneo
I tornei di Badminton ai XVII Giochi del Mediterraneo si sono svolti tra il 25 e il 30 giugno 2013 alla Mersin University Hall. Si sono disputati i tornei nel singolare e nel doppio, sia in ambito maschile sia femminile.

## Calendario
Le gare hanno seguito il seguente calendario:
| ● | Competizioni | ● | Finali |

| Giugno |    |    |    |    |    |    |    |    |    |    |    |    |
| 18     | 19 | 20 | 21 | 22 | 23 | 24 | 25 | 26 | 27 | 28 | 29 | 30 |
|        |    |    |    |    |    |    | ●  | ●  | ●  | ●  | ●  | ●  |

## Risultati

### Uomini
| Evento               | Oro                                           | Argento                          | Bronzo                                       |
| Singolare (dettagli) | Brice Leverdez                                | Pablo Abián                      | Matthieu Lo Ying Ping                        |
| Doppio (dettagli)    | Croazia Zvonimir Durkinjak Zvonimir Hoelbling | Turchia Emre Arslan Hüseyin Oruç | Francia Baptiste Carême Gaëtan Mittelheisser |

### Donne
| Evento               | Oro                                | Argento                              | Bronzo                          |
| Singolare (dettagli) | Neslihan Yiğit                     | Özge Bayrak                          | Maja Tvrdy                      |
| Doppio (dettagli)    | Turchia Neslihan Yiğit Özge Bayrak | Francia Émilie Lefel Audrey Fontaine | Slovenia Maja Tvrdy Nika Koncut |

## Medagliere
| Posizione | Paese    |   |   |   | Totale |
| --------- | -------- | - | - | - | ------ |
| 1         | Turchia  | 2 | 2 | 0 | 4      |
| 2         | Francia  | 1 | 1 | 2 | 4      |
| 3         | Croazia  | 1 | 0 | 0 | 1      |
| 4         | Spagna   | 0 | 1 | 0 | 1      |
| 5         | Slovenia | 0 | 0 | 2 | 2      |
| Totale    | Totale   | 4 | 4 | 4 | 12     |